# Divisione No. 14 (Saskatchewan)
La Divisione No. 14 è una divisione censuaria del Saskatchewan, Canada di 36 515 abitanti.

## Comunità
- Comunità principali
  - Carrot River
  - Hudson Bay
  - Kelvington
  - Melfort
  - Naicam
  - Nipawin
  - Porcupine Plain
  - Tisdale
- Municipalità rurali
  - RM No. 366 Kelvington
  - RM No. 367 Ponass Lake
  - RM No. 368 Spalding
  - RM No. 394 Hudson Bay
  - RM No. 395 Porcupine
  - RM No. 397 Barrier Valley
  - RM No. 398 Pleasantdale
  - RM No. 426 Bjorkdale
  - RM No. 427 Tisdale
  - RM No. 428 Star City
  - RM No. 456 Arborfield
  - RM No. 457 Connaught
  - RM No. 458 Willow Creek
  - RM No. 486 Moose Range
  - RM No. 487 Nipawin
  - RM No. 488 Torch River